# Marie Merkert
Marie Merkert (Neisse, 21 septembre 1817 - Neisse, 14 novembre 1872) est une religieuse allemande fondatrice des sœurs de Sainte Élisabeth et reconnue bienheureuse par l'Église catholique.

## Biographie

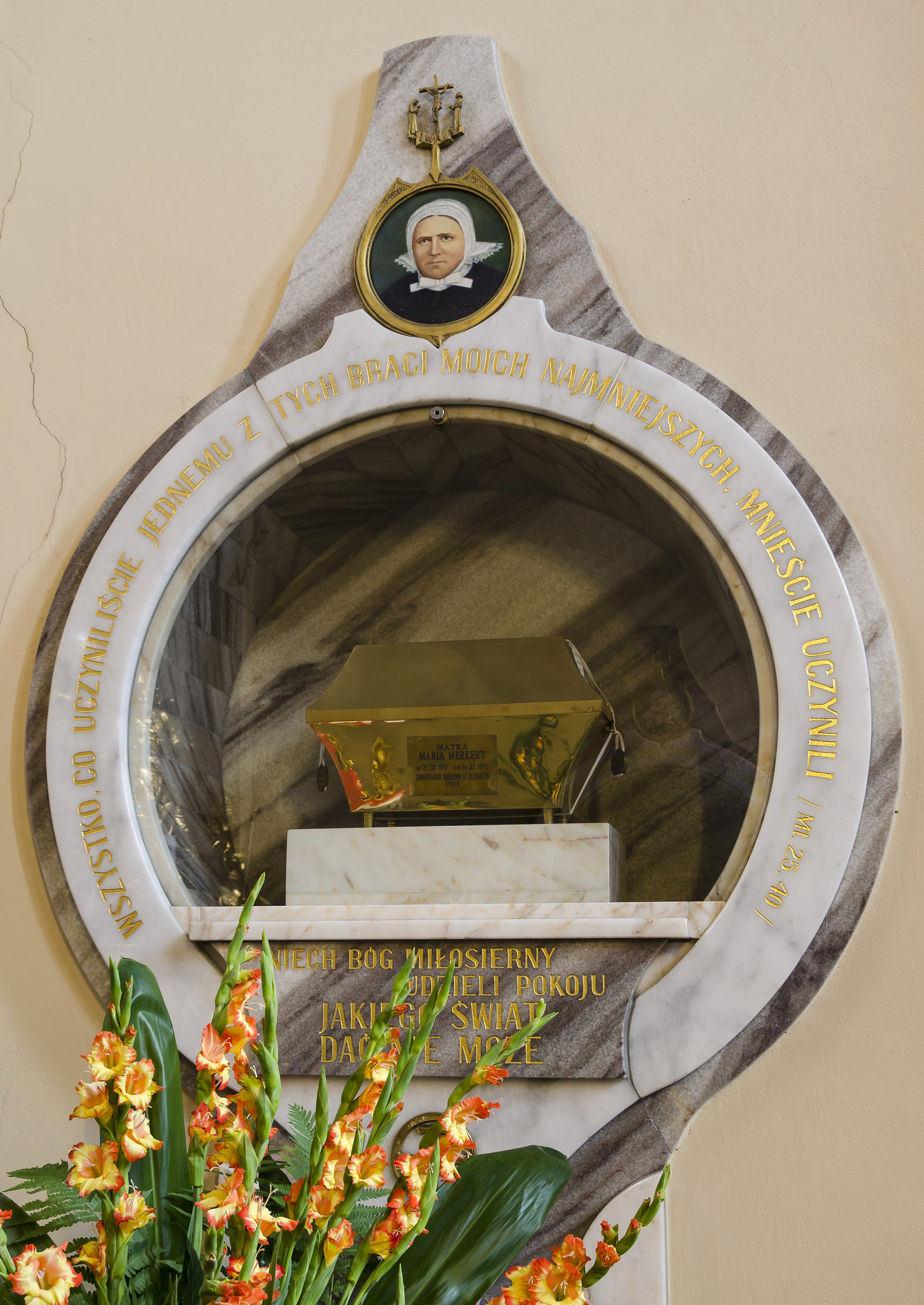
Châsse de Marie Merkert dans la basilique saint Jacques et sainte Agnès de Nysa.

Marie Merkert est née le 21 septembre 1817 dans une famille bourgeoise et profondément catholique de Neisse, en province de Silésie. La ville se situe maintenant en Pologne, mais faisait partie, à l'époque, de la Prusse par le traité de Hubertsbourg. Son père décède quand elle a seulement un an, elle est donc élevée ainsi que sa sœur Mathilde, par sa mère. Cette dernière meurt de la tuberculose le 11 juillet 1842. La même année, Marie décide de se consacrer totalement aux pauvres, aux malades et aux nécessiteux. Avec sa sœur Mathilde et son amie Françoise Werner, et sur les conseils de son confesseur, elle rejoint Claire Wolff, une jeune tertiaire franciscaine, toutes décidées à servir les malades à domicile et aider les pauvres. L'association pieuse commence son activité le 27 septembre, sans vœux religieux et sans approbation officielle, remportant cependant en quelques mois l'attention et l'estime des autorités. Deux ans plus tard, le curé établit une première règle que les femmes reçoivent en se consacrant au Sacré Cœur de Jésus. Le 8 mai 1846, Mathilde meurt à Prudnik à la suite d'une infection contractée en soignant des malades du typhus.
À la demande de leur directeur spirituel, Marie et Claire entrent en décembre 1846 au noviciat des sœurs de la Charité de Saint Charles à Prague, congrégation d'origine française, dont la branche tchèque avait été fondée en 1837. Elles se forment aux soins des malades et travaillent comme infirmières dans les hôpitaux ; mais les sœurs de Saint Charles considéraient les soins à domicile des malades comme secondaire. Marie, souhaitant se consacrer à cet apostolat, quitte le noviciat le 30 juin 1850. Elle reprend avec Françoise Werner le projet initial de soins à domicile pour les malades et d'aide aux plus nécessiteux. Le 19 novembre 1850, fête de sainte Élisabeth de Hongrie, elle choisissent cette sainte comme patronne de la communauté naissante.
En 1859, l'association compte soixante religieuses dans onze maisons, même dans les régions à prédominance protestante. L'approbation officielle est maintenant nécessaire pour simplifier les relations avec les organismes publics. Les constitutions religieuses inspirées de celle du Tiers-Ordre franciscain sont approuvées par Mgr Heinrich Förster, évêque de Breslau. Le 5 mai 1860, vingt-six religieuses font leur profession religieuse et en plus des trois vœux communs de pauvreté, de chasteté et d'obéissance, elles ajoutent un quatrième d'assistance aux malades pauvres. Entre 1863 et 1865, la maison-mère est construite à Nysa. En 1864, l'institut obtient la reconnaissance de l'État grâce à l'intérêt que lui porte la reine Augusta. Deux ans plus tard, les premières sœurs missionnaires sont envoyées en Suède. L'archevêque de Breslau, en prenant part au Concile Vatican I en 1870, accélère la reconnaissance pontificale. Le 7 juin 1871, le pape Pie IX accorde le décret de louange. La fondatrice est toujours très attentive à la formation morale et spirituelle de ses sœurs. Elle en forme environ cinq cents en vingt-deux ans. À la fin de chaque année, elle recueille des nouvelles des diverses maisons. Elle décède le 14 novembre 1872 à cinquante-cinq ans, du typhus. En 1964, les restes de la « samaritaine de Silésie » sont déposés dans la crypte de l'église paroissiale ; depuis 1998 ils sont dans une chapelle latérale. Elle est reconnue vénérable par Jean Paul II le 20 décembre 2004 et béatifiée le 30 septembre 2007 dans la basilique saint Jacques et sainte Agnès de Nysa par le cardinal José Saraiva Martins, préfet de la congrégation pour les causes des saints.